# Turnul Broadway

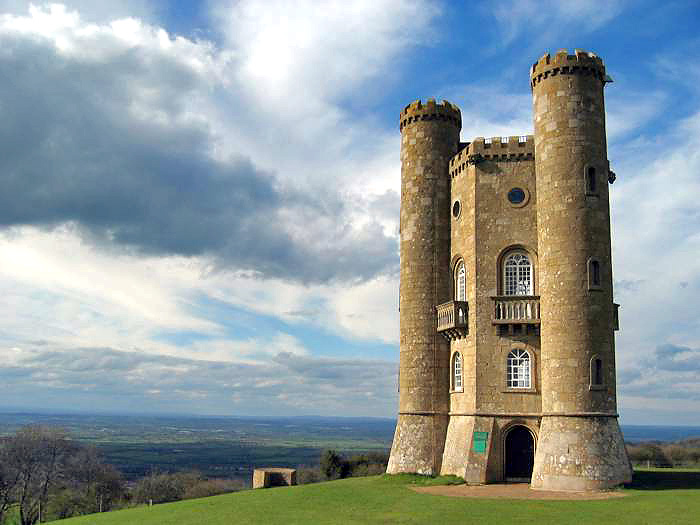
Vedere la fața clădirii

Turnul Broadway este o folie amplasată pe Dealul Broadway în jurul orașului Broadway, Worcestershire, Anglia, pe cel de-al doilea punct înalt al șirului colinelor Cotswolds. Se află la înălțimea de 312 m.d.n.m. Din vârful clădirii se pot vedea treisprezece comitate ale Angliei, când vremea este bună.
Clădirea a fost proiectată de către James Wyatt în 1794 cu scopul de a semăna cu castelul aparent și construită pentru Lady Coventry în 1797. Turnul a fost construit pe dealul pe care erau aprinse focuri de semnalizare cu diverse ocazii. Lady Coventry a fost curioasă dacă focurile din acest deal ar fi vizibile de la casa ei și a susținut financiar construirea foliei pentru a face observații. Focurile erau perfect vizibile.
Peste ani, turnul a fost o casă pentru o presă de tipar a lui Sir Thomas Phillips și a fost folosită ca loc de retragere a artiștilor, de exemplu William Morris.